# Juankar
Juan Carlos Pérez López (Madrid, 30 de março de 1990) é um futebolista profissional espanhol que atua como defensor. Atualmente defende o Aris.

## Carreira
Juan Carlos começou a carreira no Real Madrid.